# 笹木かおり
笹木 かおり（ささき かおり、1991年2月8日 - ）は、日本のタレント、女優。
太田プロダクションを経て、2020年7月11日よりホリプロに所属。これに合わせ、芸名を「笹木香利」から改めた。

## 人物
- 青山学院高等部から青山学院大学経営学部に進学。高校時代はサッカー部のマネージャーを務める。大学進学後、在学しながら『BSフジNEWS』（BSフジ）第20期学生キャスターを務める[3]。
- ユーロ2004のプレビュー番組出演時にVTRで観たティエリ・アンリに衝撃を受け、当時の所属クラブであったアーセナルFCにも入れ込むようになる。またサッカー好きが高じ、2018年2月に12歳以下のサッカー選手・子供たちのコーチングが可能なサッカーJFA公認D級コーチを取得。
- サッカーキングの2018年ロシアワールドカップハイライト番組ではキャスターとして出演し、独自の視点から試合を総括するなどした。この時の事を「学生時代にニュースをお伝えしてたのがここで役に立つとは思わなかった」と感慨深げに語っている。
- 2018ミス日本酒東京代表。
- スコアブックを付けられる程

阪神タイガースファンである。

## 出演

### テレビ
- 彩の国ニュースほっと（テレビ埼玉、2013年 - 2016年) - リポーター
- 大漁 ! 関東沖釣り爆釣会（釣りビジョン、2013年〜2016年） - 4代目リーダー
- おしえて!バズボリス（AbrmaTV、2015年 - 2017年） - MC
- Abema レディー（AbemaTV、2017年） - アンドロイド
- 東京生テレビ（J-COM、2015年 - 2017年） - アシスタント
- 一夜づけ（テレビ東京、2021年4月- ） - アシスタント

### テレビドラマ
- 仮面ライダーゴースト（テレビ朝日、2015年10月4日）第1話 ニュースキャスター 役

### ラジオ
- 直前!東京2020オリンピック情報（2021年7月12-22日）/東京2020オリンピックリポート・東京2020オリンピックハイライト（2021年7月23-8月8日）（全国民放ラジオ99局統一番組）
- TDK VOICES FROM NIHONMONO（J-WAVE、2022年8月7日 - ） - 案内役

### インターネット配信
- サッカーキングチャンネル - 木曜日メインMC
- ぷらすと by Paravi -ぷらすとガールズ（不定期出演）
- 明治安田Ｊ１リーグ PICK UP MATCH（DAZN、2024年- ） - MC

### 舞台
- 春を待つトイレの花子さん - 坂好実先生 役 （2018年2月28日〜3月4日）
- 信長の野望・大志 –春の陣- 天下布武 〜金泥の首編〜 - お橋 役 （2018年5月17日〜27日）

### イベント
- 太田プロライブ 月笑 アシスタント
- 芸能人女子フットサルカップ2016〈8月ラウンド〉　選手